# Хага Рюносуке
Рюносуке Хага (яп. 羽賀 龍之介; нар. 28 квітня 1991, Йокогама, Префектура Канаґава, Японія) — японський дзюдоїст, бронзовий призер Олімпійських ігор 2016 року, чемпіон світу.

## Виступи на Олімпіадах
| Олімпіада | Дисципліна | Місце |
| --------- | ---------- | ----- |
| Ріо 2016  | До 100 кг  | 3     |